# Петров, Владислав Алексеевич
Владислав Алексеевич Петров (28 марта 1935, поселок Сясьстрой, теперь город Волховского района Ленинградской области — 24 сентября 2011, город Харьков) — советский деятель, новатор производства, токарь Харьковского завода транспортного машиностроения имени Малышева. Член ЦК КПСС в 1981—1990 годах. Герой Социалистического Труда (15.09.1976).

## Биография
Родился в семье рабочего.
В 1952—1954 годах — токарь Харьковского паровозостроительного завода в городе Харькове.
В 1954—1957 годах — служба в Советской армии.
С 1957 года — токарь, бригадир токарей механического цеха Харьковского машиностроительного завода (завода транспортного машиностроения) имени Малышева (с 1978 года — Харьковского производственного объединения «Завод имени Малышева») Министерства оборонной промышленности СССР.
В 1959 году окончил вечернюю среднюю школу в Харькове.
Член КПСС с 1961 года.
Указом Президиума Верховного Совета СССР («закрытым») от 15 сентября 1976 Петрову Владиславу Алексеевичу присвоено звание Героя Социалистического Труда с вручением ордена Ленина и золотой медали «Серп и Молот».
Окончил Высшую школу профессионального движения ВЦСПС.
Потом — на пенсии в Харькове. Умер 24 сентября 2011 года.

## Награды и звания
- Герой Социалистического Труда (15.09.1976)
- два ордена Ленина (26.04.1971; 15.09.1976)
- орден Дружбы народов (30.03.1981)
- медали